# Osiedle Głowackiego-Rydla
Osiedle Głowackiego-Rydla — krakowskie osiedle, znajdujące się na terenie Dzielnicy VI Bronowice.
Osiedle zostało wybudowane w latach 90. XX wieku i na początku XXI stulecia. Nazwa osiedla pochodzi od wyznaczających jego granice ulic, nazwanych na cześć dwóch postaci historycznych: Wojciecha Głowackiego, chłopa, który wykazał się bohaterstwem podczas insurekcji kościuszkowskiej, oraz Lucjana Rydla — poety Młodej Polski.
Znajdują się tu bloki 3- lub 4-piętrowe, rozmieszczone luźno, oddzielone trawnikami i szerokimi uliczkami. Każdy budynek podzielony jest na 3 klatki schodowe (każda mieści około 10 mieszkań). Budynki wybudowane zostały zgodnie z zasadami stylu funkcjonalistycznego, o czym świadczy ograniczenie ilości ozdób. Niewielkie odstępstwa widać w różnym kształcie balkonów, a także w zwieńczeniach budowli.

## Obiekty
- plac zabaw

Został wybudowany i wyposażony dzięki spółdzielni mieszkaniowej w około 2003 roku. Znajdują się tu drewniane i metalowe zabawki dla dzieci.
- boisko do piłki nożnej

Podobnie jak plac zabaw zostało wybudowane dzięki spółdzielni w latach 2003–2004. Znajdują się tam: dwie stalowe, umocowane w ziemi betonem bramki oraz ogrodzenie.
- antykwariat i sklep spożywczo-przemysłowy
- sklepy spożywcze
- garaże

## Obiekty znajdujące się w sąsiedztwie osiedla
- stadion i hale klubu sportowego „Wawel”,
- jednostka wojskowa Wojsk Lądowych,
- Wojskowa Komenda Uzupełnień,
- Wyższa Szkoła Zarządzania.